# Rêves d'hiver
Rêves d'hiver (Winter Dreams) est une nouvelle de Francis Scott Fitzgerald publiée dans le Metropolitan Magazine en décembre 1922. Elle est reprise dans le recueil All the Sad Young Men en 1926.

## Historique
Dans une lettre destinée à Maxwell Perkins en juin 1925, F. Scott Fitzgerald considère que cette nouvelle, écrite à 26 ans, est comme « une sorte de première esquisse », notamment par les thèmes abordés, de ce qui deviendra ultérieurement le roman Gatsby le Magnifique (1925),. Un passage de cette nouvelle est d'ailleurs repris dans Gatsby le Magnifique, celui de la description de la maison de l'héroïne. Ambition sociale, soif d'amour, etc. des thèmes récurrents de l'œuvre fitzgeraldienne sont déjà présents dans ce récit, ainsi que le style spécifique de cet auteur. Tim Randell voit dans la forme littéraire de cette fiction l'accomplissement du modernisme, dans une Amérique bouleversée par les mutations sociales et morales, entre ébullition et dépression. « La modernité de Fitzgerald est cette capture de l'instant, d'un présent lumineux, où l'on croit encore à tous les possibles, même celui d'arrêter le temps. L'écrivain décrit ces moments de grâce suspendus sans bercer le lecteur d'illusions: l'amour, le bonheur ne durent qu'un temps infime, celui de la jeunesse, si vite passée », commente Philippe Chevilley. Pour l'écrivain britannique William Boyd, cette nouvelle est « un classique de la chanson fitzgeraldienne ».

## Résumé
Né au Minnesota, Dexter Green, un jeune garçon de la classe moyenne, aspire à faire partie de l'élite. Certes, son père possède l'une des épiceries les plus rentables de la ville, mais Dexter voudrait être issu d'une famille notable et riche depuis des générations. En hiver, il skie sur des terrains de golf couverts de neige, un paysage qui le remplit de mélancolie. Il rêve de côtoyer la clientèle de ces golfs. Pour se rapprocher de cette élite, il devient caddie dans un club de golf du Minnesota, dans une station balnéaire. Mais quand on lui ordonne de devenir le caddie de la fille du propriétaire des lieux, Judy Jones, alors âgée de onze ans, il se sent humilié, considéré comme un larbin, et préfère quitter son emploi,.
Après le collège, au lieu d'opter pour l'université, Dexter  se lance  dans une entreprise de blanchisserie et, des années plus tard, propriétaire d'une chaîne d'établissement dans cette activité, revient au club de Golf à titre d'invité. Il rencontre Judy Jones à nouveau sur le terrain de golf. Elle est maintenant une jeune fille d'une stupéfiante beauté. En soirée, Dexter nage vers un radeau sur le lac et Judy, qui conduit un bateau à moteur, croise sa route. Elle lui demande de conduire son embarcation pour qu'elle puisse faire du ski nautique. Après cette rencontre, Judy invite Dexter à dîner. Leur relation se développe jusqu'à ce que le jeune homme découvre qu'il n'est que l'un des multiples soupirants de la jeune femme,.
Dix-huit mois plus tard, Dexter se fiance avec Irene Scheerer, une jeune fille aussi « douce et honorable » que banale, alors que Judy est en vacances en Floride. À son retour, Judy s'arrange pour séduire à nouveau Dexter qui lui demande de l'épouser et rompt ses fiançailles avec Irene, mais il est abandonné à son tour par Judy un mois plus tard. Pour surmonter son chagrin, le jeune homme s'enrôle dans l'armée et est envoyé au combat pendant la Première Guerre mondiale,.
Sept ans après la fin du conflit, Dexter est devenu un homme d'affaires influent de New York. Un jour, un certain Devlin de Détroit lui rend une visite d'affaires. Pendant la rencontre, il mentionne le nom de Judy Simms, alias Judy Jones, l'épouse d'un de ses amis, et explique comment elle est devenue une femme au foyer exemplaire. Dexter apprend aussi que Judy a perdu de son charme et que son mari, alcoolique, agit envers elle non sans cruauté, la trompant. Cette nouvelle bouleverse Dexter qui se rend compte de l'amour et des espoirs qu'il entretient encore à l'égard de Judy. Lucide, il comprend toutefois assez vite que son rêve appartient maintenant au passé,.

## Contexte de l'œuvre
Rêves d'hiver est un récit marqué par l'histoire familiale, le cheminement personnel et les aspirations de son auteur. Scott Fitzgerald  est lui-même issu d'une famille de classe moyenne, avec du côté maternel, une certaine réussite matérielle dans la tenue d'une épicerie. Il est né et a vécu à Saint Paul, capitale du Minnesota. La station balnéaire du récit correspond sans doute en partie à ses observations à  White Bear Lake, une station balnéaire fréquentée, l'été, par l'élite de Saint Paul. Son héros, Dexter Green, comme Fitzgerald lui-même, est un jeune homme à la recherche du succès. Les rêves hivernaux du récit se réfèrent au rêve américain de réussite sociale, par le travail et la détermination.